# キングオブプロレスリング
『キングオブプロレスリング』（King of pro wrestling）は、ブシロードより展開されていたオンライントレーディングカードゲーム。略称はキンプロ。ウェブブラウザを用いたブラウザゲームである。

## 概要
2012年1月にブシロードグループパブリッシングの傘下に身を置くことになった新日本プロレスを含む、プロレスをテーマにしたネット対戦型トレーディングカードゲーム。2月28日、「新日本プロレス戦略発表会」にて概要を発表し、「パソコンやスマートフォンで遊ぶ新感覚トレーディングカードゲーム」と称された。実在の選手(レスラー)とプロレス技(ブースト)がカードとなって登場し、カード裏面に記載されているシリアルコードを入力すると、実際に使用できる仕組みとなっている。
全弾1パック3枚入り。第1弾から第5弾はカード全100種、1ボックス16パック（48枚入り）のパッケージとして販売。第6弾、第7弾、第9弾、第10弾 は全50種、1ボックス10パック（30枚入り）。第8弾、第11弾、第12弾は全100種、1ボックス10パック（30枚入り）、第13弾 は全134種、1ボックス10パック（30枚入り）としてパッケージングされている。
14弾までのシステム監修およびエキスパンションデザインは遊宝洞。
カードデザインはイチゴキカクのハラ。他のスポーツカードと比べ、写真を画像加工してあるのが特徴。
開発プロデューサーは三田村和弥（1弾、2弾）→花澤勇佑（2016年6月30日まで）。以降のプロデューサー職は諸般の事情で公開なし。最終登録アカウントは5万アカウント以上。

## 歴史
2012年
- 1月31日、ブシロードグループパブリッシングが新日本プロレスの株式100%を取得し、子会社化させる[16]。
- 2月29日、秋葉原UDXシアター「新日本プロレスリング戦略発表会2012」にて、キングオブプロレスリングブースターパック第1弾を発表する[2]。
- 9月19日、キングオブプロレスリングオープンβテストの実施を発表する[17]。
- 9月20日 - 23日、幕張メッセで行われた東京ゲームショウにてキングオブプロレスリングの展示が行われる。
- 10月4日、オープンβテストが終了される。
- 10月7日、キングオブプロレスリングの正式サービスが開始される。
- 10月8日、両国国技館にてブースターパック第1弾「KING OF PRO-WRESTLING」の先行販売が行われる。
- 10月20日、ブースターパック第1弾「KING OF PRO-WRESTLING」を発売。

2013年
- 1月2日から4日、ブースターパック第2弾「GREATEST WRESTLERS」の先行販売が行われる。
- 1月12日、ブースターパック第2弾「GREATEST WRESTLERS」を発売。武藤敬司、橋本大地などの他団体所属選手や橋本真也、前田日明などの現役引退した選手が収録される。
- 4月7日、両国国技館にてブースターパック第3弾「INVASION ATTACK」の先行販売が行われる。
- 4月13日、ブースターパック第3弾「INVASION ATTACK」を発売。
- 6月26日、豆しばとのコラボ展開がスタート[18]。
- 7月5日、後楽園ホールにてブースターパック第4弾「RETURN OF THE CHAMPIONS」の先行販売が行われる。
- 7月12日、ブースターパック第4弾「RETURN OF THE CHAMPIONS」を発売。
- 8月9日、トライアルデッキ第1弾「キンプロはじめよう！デビュー戦セット」を発売。
- 10月14日、両国国技館にてブースターパック第5弾「STRONG STYLE EDISION」の先行販売が行われる。
- 10月18日、ブースターパック第5弾「STRONG STYLE EDISION」を発売。
- 11月9日、映画『タイガーマスク』劇場来場者特典として、映画版タイガーマスクをPRカードとして配布[19]。
- 11月28日、集英社『ヤングジャンプ』連載作、井上雄彦『リアル』からスコーピオン白鳥がレスラーカードに（週刊ヤングジャンプNo.52付録）[20]。

2014年
- 1月4日と5日、東京ドーム、後楽園ホールにてブースターパック第6弾「WRESTLE KINGDOM 8」の先行販売が行われる。
- 1月11日、ブースターパック第6弾「WRESTLE KINGDOM 8」を発売。
- 3月8日、有明コロシアムにてブースターパック第7弾「NOAH：GREAT VOYAGE」の先行販売が行われる。
- 3月14日、ブースターパック第7弾「NOAH：GREAT VOYAGE」を発売。初めて新日本の所属選手が収録されていないブースターパックとなる。
- 6月9日、「ブシロード×蝶野正洋 “夏の3大ガッデム”発表記者会見」を実施[21]。
- 7月26日、『月刊ブシロード』連載作、徳光康之『ファイヤーレオン　新日本プロレス編』第1巻付録としてファイヤーレオンがレスラーカードに[22]。
- 11月19日、デジタルカードを実装[23]。

2015年
- 3月13日、小学館『コロコロアニキ』とのコラボでデジタルカードデータ 「イヤァオ！ナカムラくん」（作画・小田扉）配信[24]。デジタルカードの付録は初となる。
- 4月8日、ブースターパック第17弾「DREAM GATE」が発売。史上2回目の新日本の所属選手が収録されていないブースターパックとなる。
- 7月10日、第14弾PRカードとして「戦国BASARA4 皇 島左近×中邑真輔」カードが同梱。

2016年
- キンプロ第20弾「KING OF PRO-WRESTLING FINAL」の発売情報をリリース[25]。20弾が商品展開における最終弾となり、2017年3月31日にオンラインサービスを終了することが告知された[26][27]。

2017年
- 3月8日、最後の公式リーグとなる第47回 公式リーグ 【KING OF PRO-WRESTLING FINAL　大感謝祭】がスタート[28]。
- 3月23日、最後のオフィシャルイベントとなる「FINAL EVENT『オカダ＆外道のキンプロ終わるって…聞いてナイト！』」[29] が東京・エーブリエータスで開催。
- 3月28日、最後の公式リーグミニとなる「第40回公式リーグミニ」がこの日を持って受付終了。
- 3月31日、15時をもって約4年間のサービスを終了した[30]。

## ルール
- 対戦は、2名のプレイヤーによって行われる5試合制のチーム戦。
- 自分のチームで戦わせる選手（レスラーカード）と必殺技（ブーストカード）のオーダーを編成し、同様にオーダーを編成した他のユーザーと対戦。試合形式はスタンダード、タッグ、シングルの3種類に分類されており、いずれも3勝以上を挙げたら、そのプレイヤーの勝利となる。
- 主な対戦法であるリーグ戦は、参加チームによる総当たり戦で設定した試合時間間隔ごとに対戦が行われる。試合はログアウト中でもコンピュータが自動的に戦い、試合中の様子は試合中継として閲覧が可能。リーグ戦の順位は勝ち点制が採用されており、第1試合から第4試合までは10点が振り分けられ、メインイベント（第5試合）は12点が加算される（引き分けの場合はその試合の半分の点が両チームに与えられる）。リーグ戦の全日程が終了し、勝ち点を最も多く獲得したチームが優勝となる。

## 用語
レスラーカード
- ゲーム上で使用する選手のカードのこと。裏面にはその選手の所属ユニットやファイトスタイルについて詳細に記載されており、ゲームで参照する場合もある。
- 基本的に同一選手名のカードを同じ試合に編成することは出来ないが、設定によっては可能。

クライマックスゲージ
- 選手の強さを示すパラメータでパワー、スピード、テクニック、スタミナ、ガッツの合計値の総称を指す。

連携
- タッグマッチの際に使用される数値。数値の大きさによってクライマックスゲージが変化する。

ボルテージ
- リーグ戦で獲得できるボルテージポイントの獲得量を示す数値。

コスト
- リーグ戦で使用するカードの制限を決める際に用いられる数値。後述のブーストカードにも同様の数値が含まれている。

グレード
- 選手の試合登場順を作用する数値。この数値が大きい選手の試合順を早くするとクライマックスゲージの合計値が減少するデメリットが生じる。

レスラースキル
- 選手が試合中に発動する能力のことを指し、裏面にスキルについての詳細が記されている。
- スキルを持たない選手の場合、この欄にはその選手についてのエピソードが記載されている。

ブーストカード
- 選手が使用する必殺技及び得意技のカードのこと。ゲーム上ではレスラーカードの強さを補うための補助カードとも言える。

ブーストスキル
- ブーストカードに記載されている能力のこと。そのカードの技を得意としている選手に使用すれば得られる効果が高くなる。
- 他の選手にも使用することは可能だが、その分効力は薄まる。また、条件を満たしていない場合は発動しない。

リースカード
- ゲームサイト内のガチャで引けるデジタルカード。実際のカード（レスラーorブースト）がなくとも、これを必要枚数引くことによって試合が可能。ボルテージポイントの消費によって何枚でも引けるが、道場レベルに応じた枚数しか持ちこせないなどの制限がある。

## 商品リスト

### ブースターパック
| 商品名称                                                      | 発売日         | 収録選手（五十音順） |
| ------------------------------------------------------------- | -------------- | --- |
| キング オブ プロレスリング 第1弾 KING OF PRO-WRESTLING        | 2012年10月20日 | 飯塚高史、オカダ・カズチカ、カール・アンダーソン、KUSHIDA、外道、小島聡、後藤洋央紀、邪道、タイガーマスク、タイチ、田口隆祐、棚橋弘至、天山広吉、内藤哲也、永田裕志、中西学、中邑真輔、プリンス・デヴィット、真壁刀義、矢野通 |
| キング オブ プロレスリング 第2弾 GREATEST WRESTLERS           | 2013年1月12日  | 飯塚、井上亘、オカダ、KUSHIDA、小島、後藤、初代タイガーマスク、スコット・ノートン、スタン・ハンセン、高橋裕二郎、田口、棚橋、長州力、天山、内藤、永田、中邑、橋本真也、橋本大地、ビッグバン・ベイダー、BUSHI、P・デヴィット、藤波辰爾、前田日明、武藤敬司、矢野、YOSHI-HASHI |
| キング オブ プロレスリング 第3弾 INVASION ATTACK              | 2013年4月13日  | 曙、石井智宏、大森隆男、オカダ、K・アンダーソン、KENSO、小島、小林邦明、坂口征二、桜庭和志、柴田勝頼、初代タイガー、S・ノートン、鈴木みのる、S・ハンセン、諏訪魔、TAKAみちのく、高山善廣、田中将斗、棚橋、長州、永田、中邑、浜亮太、B・ベイダー、天山、橋本（真）、藤波、船木誠勝、前田、武藤、ラ・ソンブラ、ランス・アーチャー |
| キング オブ プロレスリング 第4弾 RETURN OF THE CHAMPIONS      | 2013年7月12日  | 飯伏幸太、オカダ、カズ・ハヤシ、川田利明、KUSHIDA、グレート・ムタ、ケニー・オメガ、小橋健太、近藤修司、真田聖也、スーパー・ストロング・マシン、杉浦貴、SUSHI、鈴木、タイガー、タイチ、高橋広夢、高山、田口、田中稔、棚橋、男色ディーノ、デイビーボーイ・スミスJr.、BUSHI、P・デヴィット、永田、中邑、ハヤブサ、真壁、丸藤正道、三沢光晴、森嶋猛、渡辺高章 |
| キング オブ プロレスリング 第5弾 STRONG STYLE EDITION         | 2013年10月18日 | 飯塚、石井、オカダ、K・アンダーソン、外道、小島、後藤、邪道、鈴木、高橋（裕）、田口、棚橋、タマ・トンガ、天山、内藤、永田、中西、中邑、バッドラック・ファレ、P・デヴィット、真壁、矢野、YOSHI-HASHI |
| キング オブ プロレスリング 第6弾 WRESTLE KINGDOM 8            | 2014年1月11日  | アレックス・コズロフ、アレックス・シェリー、オカダ、後藤、桜庭、柴田、ストロングマン、棚橋、DB・スミスJr.、内藤、中邑、本間朋晃、L・アーチャー、ロッキー・ロメロ |
| キング オブ プロレスリング 第7弾 NOAH：GREAT VOYAGE           | 2014年3月14日  | 石森太二、小川良成、KENTA、小峠篤司、シェイン・ヘイスト、杉浦、田上明、原田大輔、平柳玄藩、マイキー・ニコルス、マイバッハ谷口、丸藤、三沢、モハメド・ヨネ、森嶋 |
| キング オブ プロレスリング 第8弾 TAG OF DREAM                 | 2014年4月14日  | AKIRA、秋山準、飯伏、大谷晋二郎、岡林裕二、キャプテン・ニュージャパン、小橋、シェルトン・X・ベンジャミン、鈴木、関本大介、タイチ、TAKA、TAJIRI、田中（将）、ディック東郷、中澤マイケル、中邑、橋本（真）、馳浩、藤原喜明、FUNAKI、ミラノコレクションA.T.、武藤 |
| キング オブ プロレスリング 第9弾 BEST OF THE SUPER Jr.        | 2014年5月30日  | A・シェリ―、井上（亘）、飯伏、エル・デスペラード、K・オメガ、KUSHIDA、タイチ、TAKA、田口、ニック・ジャクソン、BUSHI、P・デヴィット、マスカラ・ドラダ、マット・ジャクソン、リコシェ |
| キング オブ プロレスリング 第10弾 G1 CLIMAX 24                | 2014年7月25日  | AJスタイルズ、小島、棚橋、蝶野正洋、天山、K・アンダーソン、後藤、永田、B・ファレ、ドク・ギャローズ、飯伏、岡田、S・X・ベンジャミン、高橋(裕)、D・スミスJr.、内藤、中邑、真壁、L・アーチャー |
| キング オブ プロレスリング 第11弾 STRONG STYLE EDITION II     | 2014年10月17日 | 飯塚、石井、オカダ、越中詩郎、小島、後藤、小松洋平、高橋（裕）、田中翔、棚橋、T・トンガ、蝶野、天山、天龍源一郎、内藤、永田、中邑、B・ファレ、橋本（真）、真壁、武藤、矢野、YOSHI-HASHI |
| キング オブ プロレスリング 第12弾 WRESTLE KINGDOM 9           | 2015年1月9日   | A・コズロフ、飯伏、デスペラード、AJ、オカダ、C・ニュージャパン、KUSHIDA、外道、後藤、小松、桜庭、ジェフ・ジャレット、柴田、邪道、ハンセン、タイチ、田口、棚橋、D・スミスJr.、内藤、中邑、ブルーザー・ブロディ、本間、前田、真壁、ヨシタツ、L・アーチャー、R・ロメロ、ロブ・コンウェイ |
| キング オブ プロレスリング 第13弾 BEST OF KOPW                | 2015年4月10日  | 飯伏、オカダ、K・オメガ、コーディ・ホール、S・ヘイスト、初代タイガー、杉浦、鈴木、田中（将）、棚橋、永田、中邑、星野勘太郎、M・ドラダ、M・ニコルス、丸藤、山本小鉄、L・ソンブラ |
| キング オブ プロレスリング 第14弾 G1 CLIMAX 25                | 2015年7月10日  | 石井、飯伏、AJ、E・デスペラード、オカダ、K・アンダーソン、カイル・オライリー、垣原賢人、川田、木戸修、G・ムタ、越中、小島、後藤、ザ・グレート・カブキ、S・X・ベンジャミン、柴田、鈴木（み）、タイチ、TAKA、高山、高橋（裕）、棚橋、D・スミスJr.、天山、天龍、D・ギャローズ、内藤、永田、中西、橋本（真）、B・ファレ、バレッタ、ヒデオ・サイトー、藤波、ボビー・フィッシュ、本間、マイケル・エルガン、真壁、マリア・ケネリス、武藤、矢野、山崎一夫、L・アーチャー、ルーシュ、R・ロメロ |
| キング オブ プロレスリング 第15弾 STRONG STYLE SPECIAL        | 2015年11月6日  | エル・サムライ、オカダ、C・ニュージャパン、KUSHIDA、後藤、小松、獣神サンダー・ライガー、田口、田中（翔）、棚橋、デビッド・フィンレー、内藤、永田、中邑、YOSHI-HASHI |
| キング オブ プロレスリング 第16弾 WRESTLE KINGDOM10           | 2015年1月8日   | A・シェリー、EVIL、石井、飯伏、AJ、オカダ、K・オメガ、小島、柴田、J・T・ライガー、タイガーマスク、高橋（裕）、棚橋、天山、内藤、永田、中邑、バレッタ、本間、M・エルガン、真壁、マット・サイダル、矢野、リコシェ、ロメロ |
| キング オブ プロレスリング 第17弾 DREAM GATE                  | 2015年4月8日   | Gamma、齋藤“ジミー”了、CIMA、ジミー・ススム、ストーカー市川、鷹木信悟、T-Hawk、土井成樹、戸澤陽、ドラゴン・キッド、ドン・フジイ、パンチ富永、B×Bハルク、ビッグR清水、堀口元気H.A.Gee.Mee!!、望月成晃、YAMATO、吉野正人 |
| キング オブ プロレスリング 第18弾 BEST OF SUPER Jr. XXIII     | 2015年5月20日  | ウィル・オスプレイ、ウルティモ・ドラゴン、E・デスペラード、大谷、K・オライリー、金丸義信、カマイタチ、カリスティコ、菊タロー、外道、ケンドー・カシン、KUSHIDA、ザ・グレート・サスケ、J・T・ライガー、邪道、タイガーマスク、タイチ、T・みちのく、田口、N・ジャクソン、ハヤブサ、バレッタ、B・ハルク、BUSHI、フジタ“Jr.”ハヤト、B・フィッシュ、M・ドラダ、M・サイダル、M・ジャクソン、ミスティコ、ミラノコレクションA.T.、望月、YAMATO、R・ロメロ                                       |
| キング オブ プロレスリング 第19弾 G1 CLIMAX 26                | 2015年7月15日  | EVIL、石井、オカダ、K・オメガ、C・ニュージャパン、小島、後藤、SANADA、潮崎豪、柴田、J・ロビンソン、杉浦、鈴木、高橋（裕）、棚橋、T・トンガ、天山、内藤、中嶋勝彦、永田、B・ファレ、本間、M・エルガン、真壁、丸藤、矢野、ヨシタツ、YOSHI-HASHI |
| キング オブ プロレスリング 第20弾 KING OF PRO-WRESTLING FINAL | 2016年10月14日 | 飯塚、EVIL、石井、W・オスプレイ、E・デスペラード、オカダ、C・ニュージャパン、KUSHIDA、K・オメガ、外道、小島、柴田、邪道、JT・ライガー、タイチ、田口、高橋（裕）、棚橋、天山、内藤、永田、中西、BUSHI、M・エルガン、真壁、矢野、YOSHI-HASHI |

### トライアルデッキ
| 商品名称                                                                                             | 発売日       | 収録選手（五十音順） |
| --- | ------------ | --- |
| キング オブ プロレスリング トライアルデッキ キンプロはじめよう！デビュー戦セット 新日本本隊 VS CHAOS | 2013年8月9日 | 飯塚、石井、オカダ、外道、小島、後藤、SANADA、邪道、高橋（裕）、田口、棚橋、天山、内藤、永田、中西、中邑、真壁、矢野、YOSHI-HASHI |

### PRカード
| 商品名称                             | 発売日 | 収録選手 |
| ------------------------------------ | ------ | --- |
| PRカードのみの収録となった選手カード | ―      | PR-028 新たなタイガーマスク伝説が、今始まる—タイガーマスク（映画「タイガーマスク」） PR-029 日本一の悪役 スコーピオン白鳥（井上雄彦「リアル」） PR-031 ワンマッチ凱旋 岡田かずちか PR-051 正体不明の炎の獅子 ファイヤーレオン（徳光康之「ファイヤーレオン」） PR-061 ロブ・コンウェイ ブルース・サープシャチョー PR-070 戦国BASARA4 皇 島左近×中邑真輔 中邑真輔（戦国BASARA4） PR-079 謎の覆面X Dr.マッスル PR-080 滑走王 “ハリウッド”ストーカー市川 PR-084 KUSHIDA ドク・田口 |

### DPカード
| 商品名称                             | 発売日 | 収録選手 |
| ------------------------------------ | ------ | --- |
| DPカードのみの収録となった選手カード | ―      | DP-006 炎の軟体ダンサー フエゴ DP-007 おかま戦士 マキシモ DP-018 イヤァオ！ナカムラくん 中邑真輔（作画：小田扉） DP-019 こけしだよ！ホンマくん 本間朋晃（作画：小田扉） DP-020 レインメーカー！おかだくん オカダ・カズチカ（作画：小田扉） DP-021 いつざい！タナハシくん 棚橋弘至（作画：小田扉） DP-022 BEST OF THE SUPER Jr.ⅩⅩⅢ ボラドール・ジュニア DP-023 トランキーロ！ナイトウくん 内藤哲也（作画：小田扉） DP-024 BONE SOLDIER BONE SOLDIER DP-026 TICKING TIME BOMB 高橋ヒロム |

## 関連作品

### MANGA キング・オブ・豆しばプロレス
棚橋しばを主人公にした豆しば4コマ漫画。登場キャラクターはカード化もされている。作画は二階堂綾乃。
ブシロード『ブシロードTCGマガジン』2014年6月発刊Vol.28、ブシロード『月刊ブシロード』2014年7月号〜9月号を経て、ブシロード『キングオブプロレスリング』WEBサイトにて2014年10月3日から連載。

#### 登場人物（豆レスラー）
- 棚橋しば – 100年に1豆の逸材。PR-022としてカード化。漫画化以前の2013年から電通と新日本プロレスとの間でコラボレーションキャラクターとして存在し、着ぐるみも作られている[43]。
- 中邑しば輔 – キング・オブ・豆しばスタイル。一番すげぇのは豆知識。たぎると足が生える[44]。PR-052としてカード化。
- オカダ・カズシバ – レインマメーカーとして豆しばプロレスに金の雨を降らす豆。オカダッシュするときには足が生える。PR-056としてカード化。
- 外道まめ – レインマメテーカーとしてオカダをサポートする豆。バンダナで目が隠れがちだけどちゃんと前は見えてる。DP-004としてカード化。
- スーパー・ストロング・マメシバ – 戦慄の殺人豆神。マスクの中は豆。DP-003としてカード化。
- 永田しば – 豆しばの耳を手のように使うブルージャスティス豆。DP-005としてカード化。
- 天山広吉ば – 「猛豆」。DP-008としてカード化。
- BUSHIBA – フライング豆道。DP-009としてカード化。
- 後藤まめおき – 荒豆。DP-010としてカード化。
- 小島さとしば – 剛豆。口癖は「煎っちゃうぞ、バカヤロー」。DP-011としてカード化。
- 真壁刀義しば – 暴走キング豆。首（？）にチェーンを巻いている。DP-012としてカード化。
- 飯塚高しば – アイアンフィンガーフロムマメ。耳にアイアンフィンガーをはめている。DP-013としてカード化。

### みちしるべ
2016年7月にキングレコードより発売された道標明のCDアルバム「みちしるべ」に本作品BGMである「メインテーマ」、「控室」、「メインテーマ（試合用ループVer.）」を収録。